# Дешат (община Дебър)
Дешат (на албански: Deshat или Deshati) е село в Република Албания, част от община Дебър, административна област Дебър.

## География
Селото е разположено в историко-географската област Долни Дебър по долината на Черни Дрин в западните склонове на Кораб.

## История
На Етнографската карта на Битолския вилает на Картографския институт в София от 1901 година Дашат е чисто албанско село в Долнодебърската каза на Дебърския санджак с 30 къщи.
След Балканската война в 1913 година селото попада в новосъздадена Албания.
До 2015 година селото е част от община Кастриот.